# Wout van Aert
Wout van Aert, né le 15 septembre 1994 à Herentals, est un coureur cycliste belge, membre de l'équipe Visma-Lease a Bike depuis 2019.
Spécialisé en cyclo-cross, il est triple champion du monde de cyclo-cross en 2016, 2017 et 2018. Il a également été champion de Belgique sur route en 2021, champion de Belgique du contre-la-montre en 2019, 2020 et 2023 et a remporté dix étapes du Tour de France, dont il a aussi remporté en 2022 le classement par points et le titre de super-combatif. Il a également brillé sur les classiques, remportant les Strade Bianche, ainsi que Milan-San Remo en 2020 et Gand-Wevelgem et l'Amstel Gold Race en 2021. Il compte quatre médailles d'argent aux mondiaux sur route et est également double médaillé olympique.

## Biographie

### 2011-2018: le spécialiste du cyclo-cross
Wout van Aert naît le 15 septembre 1994 à Herentals en Belgique.
Membre de l'équipe de jeunes de Telenet-Fidea en catégorie juniors, Wout van Aert remporte en 2011 le cyclo-cross de Ruddervoorde, première manche de Superprestige juniors 2011-2012. Quelques mois plus tard, il est médaillé d'argent au championnat du monde de cyclo-cross juniors.

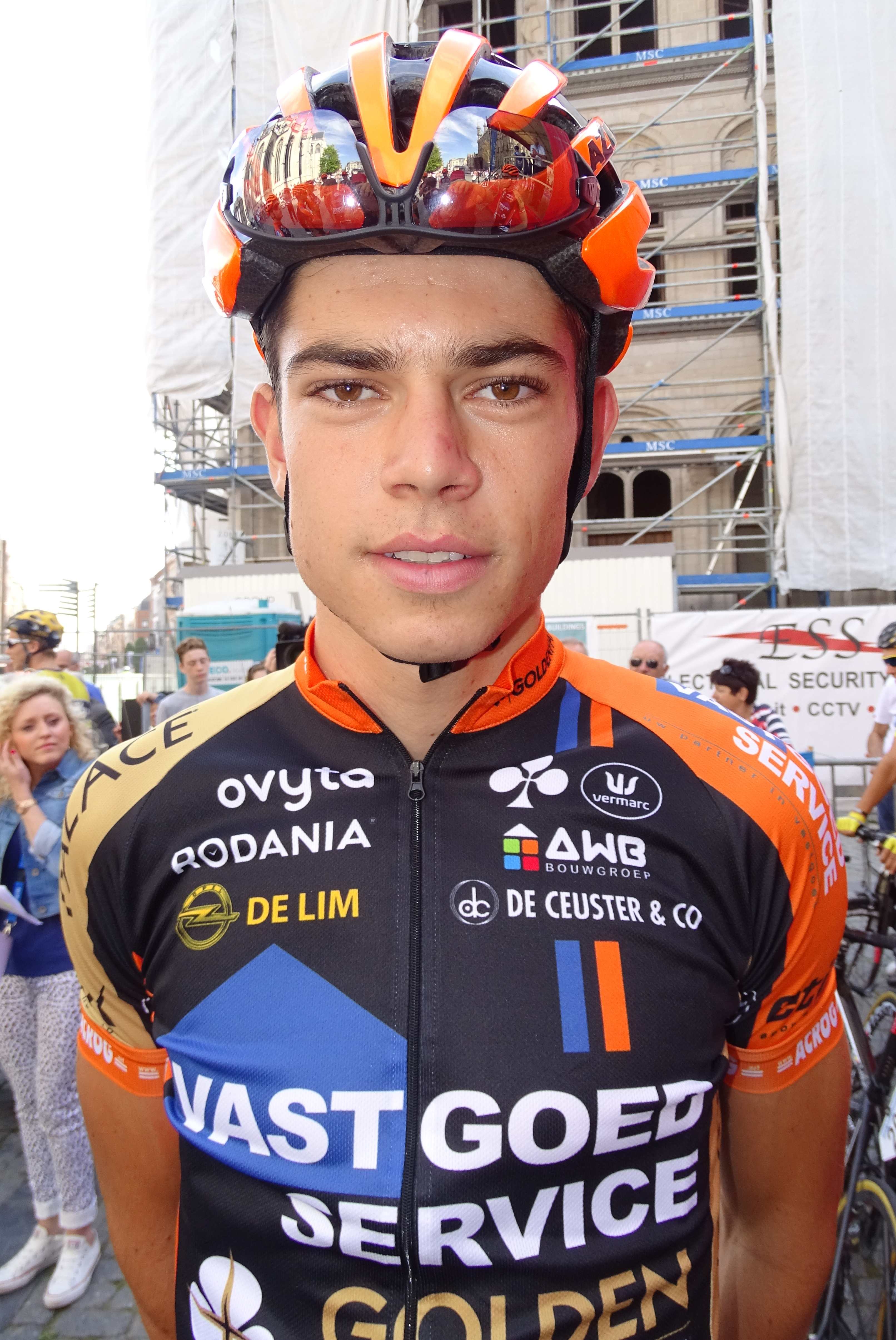
Wout van Aert lors du Grand Prix Jef Scherens 2015 à Louvain.

Il évolue en catégorie espoirs (moins de 23 ans) la saison suivante. Il remporte le classement général du Superprestige espoirs, en s'imposant lors de trois des huit manches (Zonhoven, Asper-Gavere et Gieten). Il remporte en outre l'Internationale Sluitingsprijs à Oostmalle et termine deuxième de la Coupe du monde. Il est considéré comme la révélation de la saison par le sélectionneur national Rudy De Bie. Aux championnats du monde, Wout van Aert obtient la médaille de bronze de la course espoirs.
En novembre 2013, il annonce qu'il rejoindra en mars 2014 la nouvelle équipe continentale Vastgoedservice-Golden Palace, à la déception des dirigeants de Telenet-Fidea.
En 2014 il devient champion d'Europe de cyclo-cross espoirs. Durant cette saison, il court le plus souvent avec les élites.
Le 22 novembre 2014, âgé de 20 ans, il remporte la manche de Coupe du monde de Coxyde lors de sa première participation à une manche de Coupe du monde élite. Il s'adjuge également cinq manches du Trophée Banque Bpost et quatre manches du Superprestige espoirs. Il est également autorisé à courir le championnat du monde avec les élites et non pas avec les moins de 23 ans. Il s'adjuge la médaille d'argent des mondiaux derrière Mathieu van der Poel, un autre coureur surclassé. Une semaine après, il remporte le classement général du Trophée Banque Bpost.
Il commence la saison 2015-2016 de cyclo-cross en remportant successivement la première manche de la Coupe du monde à Las Vegas puis celles du Superprestige, du Trophée Banque Bpost et des Soudal Classic.
Il remporte le titre de champion du monde 2016 à Heusden-Zolder, ainsi que les classements finaux de la Coupe du monde, du superprestige, du Trophée Banque Bpost, et le Championnat de Belgique. Pour sa reprise sur route, il remporte le contre-la-montre de la première étape du Tour de Belgique, devant le multiple champion du monde Tony Martin.
Lors de la saison 2016-2017 il gagne les deux premières manches de la coupe du monde et finit troisième du championnat d'Europe. En janvier 2017, il conserve son titre de champion du monde de cyclo-cross. Au mois d'août il se classe troisième de la course À travers le Hageland en Belgique. 
En retrait par rapport à son rival van der Poel lors de la saison 2017-2018, il parvient néanmoins à décrocher un troisième titre mondial consécutif. Il annonce son intention de participer aux classiques printanières sur route de 2018. Au début d'année, après sa saison de cyclo-cross, il arrive à suivre Greg Van Avermaet, Sep Vanmarcke, Zdeněk Štybar, Matteo Trentin, et le reste d'un groupe d'une dizaine de favoris échappés sur le Circuit Het Nieuwsblad. Il se distingue ensuite sur les Strade Bianche, une classique dont le prestige augmente chaque année et qu'il dispute pour la première fois. Il prend la troisième place de la course derrière Tiesj Benoot et Romain Bardet, après une longue échappée avec le Français. Il termine la course épuisé, contraint de pousser son vélo dans la montée finale. À l'aise sur les classiques flandriennes, il se classe ensuite dixième de Gand-Wevelgem et neuvième de son premier Tour des Flandres. En août, il termine troisième du championnat d'Europe sur route à Glasgow.

### Départ houleux de l'équipe Vérandas Willems-Crelan
Le 17 septembre 2018, il annonce résilier son contrat avec son équipe Vérandas Willems-Crelan. Il rejoint le 5 octobre la formation Cibel-Cebon Offroad pour courir la saison de cyclo-cross 2018-2019 et lui permettre de signer quelques mois plus tard avec l'équipe Jumbo-Visma.  
Cela provoque une série de procès. Son ancien manager chez Vérandas Willems-Crelan, Nick Nuyens, demande une indemnité de 1,1 million d'euros à Wout van Aert pour rupture de contrat abusive et des dommages et intérêts auprès de l'UCI à lui et à Jumbo Visma. Si le 26 novembre 2019, le tribunal du travail de Malines donne raison à Wout van Aert, l'appel devant la cour du travail d'Anvers, le 9 juin 2021, condamne van Aert à verser 662 000 euros, ce qui est considéré dans le milieu cycliste, comme une « note salée ». van Aert dépose un recours en cassation.   
À l'UCI, Nuyens réclame une compensation pour un montant entre 285 et 94 950 euros et une suspension de van Aert, pour quatre mois. Jumbo Visma risque une amende pouvant aller jusqu'à 2,5 millions d'euros. L'agent de van Aert, Jef Van den Bosche risque lui sa licence. Walter Van Steenbrugge, avocat de Wout van Aert, voit dans cette manœuvre une volonté de porter à son client « autant de dommages que possible à la fois financier et sportif. […] La procédure en cassation est toujours en cours et on ne peut encore en tirer toutes les conclusions juridiques ».  

### Depuis 2019: passage sur route chez Jumbo-Visma

#### 2019: Premiers succès internationaux

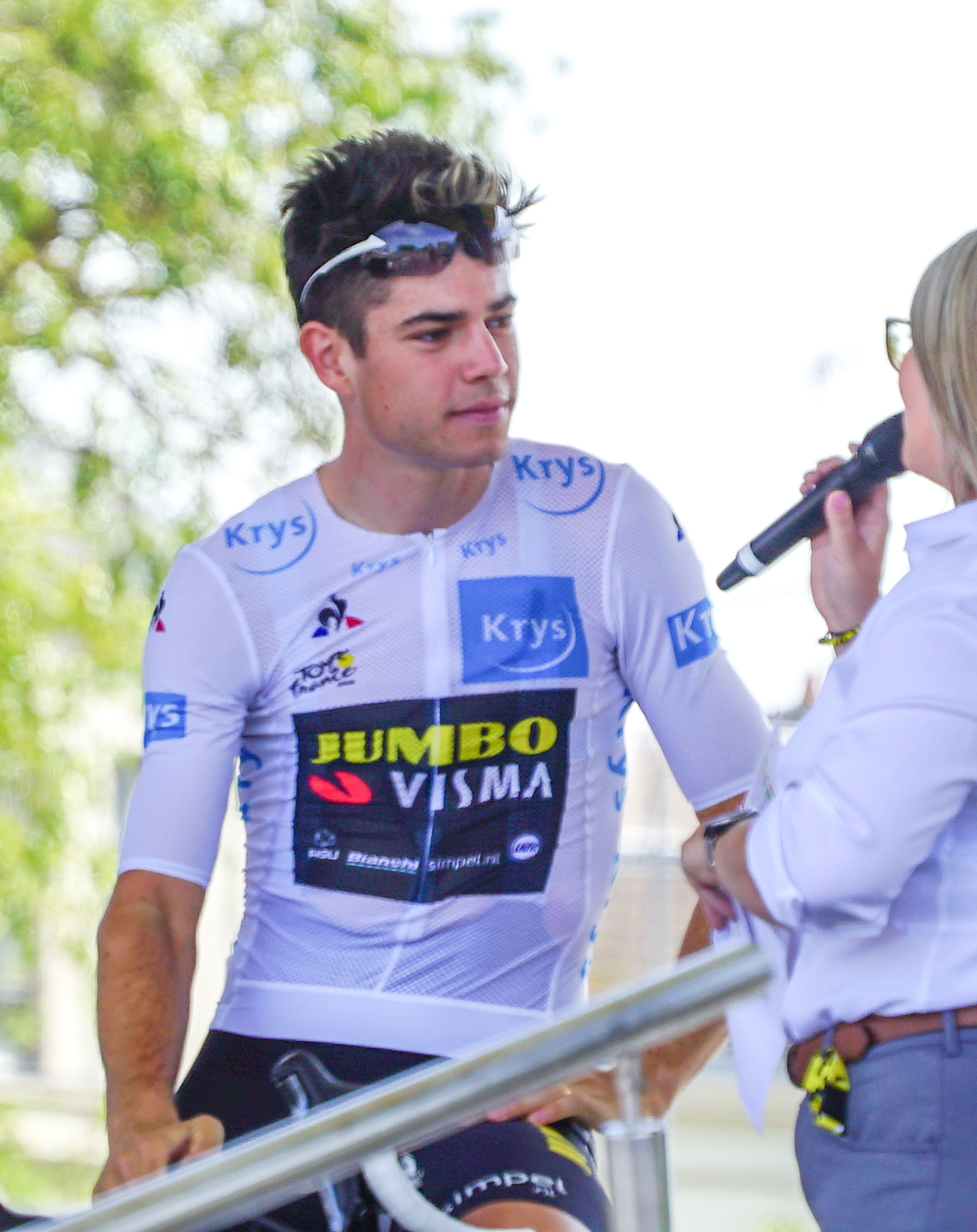
Avec le maillot blanc du Tour de France en 2019.

En mars 2019, il rejoint le World Tour et l'équipe néerlandaise Jumbo-Visma. En juin, il remporte deux étapes et le maillot vert du Critérium du Dauphiné, puis devient champion national du contre-la-montre et prend la troisième place de la course en ligne. 
Il participe à son premier grand tour lors du Tour de France où il porte le maillot blanc pendant plusieurs jours. Le 15 juillet, il s'impose au sprint lors de la 10e étape entre Saint-Flour et Albi. Quatre jours plus tard, lors du contre-la-montre de Pau, il chute grièvement en accrochant une barrière et doit abandonner. Il subit deux opérations pour soigner le tendon de sa jambe droite, ce qui l'oblige à mettre un terme à sa saison sur route. Il envisage alors de demander une compensation financière à ASO. Il confie au journal Het Laatste Nieuws que l'accident était si grave qu'il aurait pu mettre fin à sa carrière, le tout aggravé par une erreur survenue lors de sa chirurgie, lorsque les médecins n'ont pas travaillé correctement sur l'un de ses tendons,.
En octobre, la société Sniper Cycling, qui gérait l'équipe Vérandas Willems-Crelan, lui réclame la somme de 1,1 million d'euros de dommages et intérêts pour avoir rompu son contrat en septembre 2018 alors qu'il était engagé avec l'équipe jusqu'à la fin de la saison 2019. En fin d'année, il remporte le Trophée Flandrien du meilleur belge de la saison avec un point d'avance sur Remco Evenepoel.
Le 27 décembre 2019, il fait son retour à la compétition après 161 jours sans compétition et se classe cinquième de l'Azencross.

#### 2020: Victoire sur Milan-San Remo

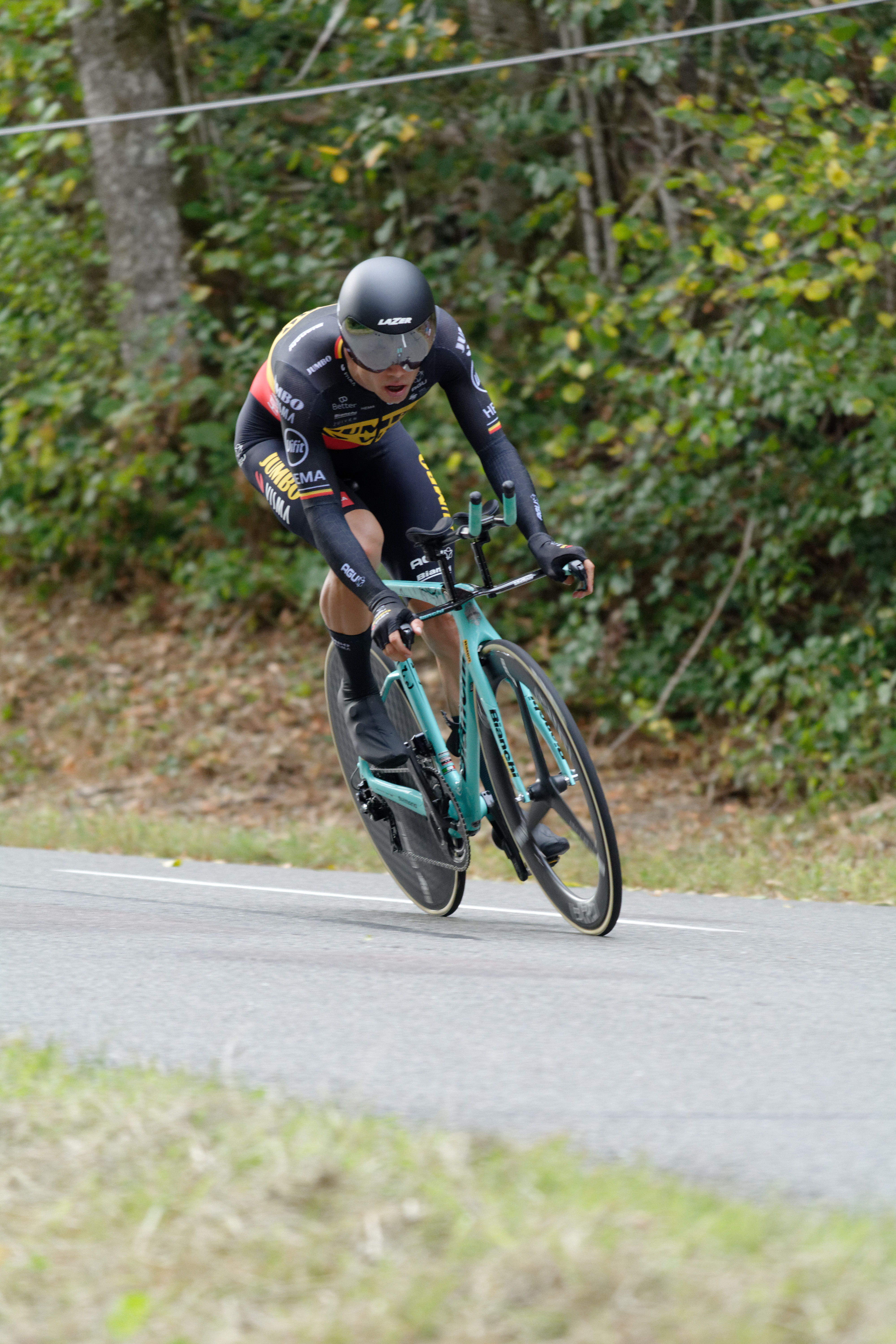
Van Aert portant le maillot de champion national du contre-la-montre lors de la 20e étape du Tour de France 2020.

En janvier 2020, après une grosse remontée, il se classe quatrième du championnat du monde de cyclo-cross, remporté par Mathieu van der Poel.
Le 1er août, il reprend la compétition sur route lors des Strade Bianche, course où il avait terminé troisième en deux participations, en 2018 et 2019. Alors qu'il faisait partie d'un groupe de six hommes, van Aert attaque à 12 kilomètres de l'arrivée et il arrive en solitaire à Sienne. Il remporte là une des plus belles victoires de sa jeune carrière sur route. La semaine suivante, van Aert dispute deux autres courses d'un jour en Italie. Il termine 3e de Milan-Turin, avant de gagner son premier Monument en remportant Milan-San Remo, devant Julian Alaphilippe, tenant du titre.
Le Critérium du Dauphiné est le grand rendez-vous d'avant Tour de France. Tous les favoris sont présents et van Aert, parfaitement lancé par le train de la Jumbo Visma, remporte la première étape devant Daryl Impey et Egan Bernal et s'empare par la même occasion du maillot jaune de leader du Critérium. Le 20 août, il reconduit son titre de champion de Belgique de contre-la-montre en devançant de 30 secondes le recordman mondial de l'heure Victor Campenaerts. Au Tour de France, il fait d'abord forte impression lors de la 4e étape en menant le train en montagne pour son leader Primož Roglič[réf. nécessaire]. Il remporte le lendemain la 5e étape au sprint devant Cees Bol et Sam Bennett. Deux jours plus tard, il remporte à Lavaur la 7e étape au sprint remportant ainsi sa 3e victoire sur le Tour en deux participations.
Quelques jours après le Tour ont eu lieu les championnats du monde à Imola. van Aert se présente sur les deux épreuves que sont le contre-la-montre et la course en ligne. Il termine deuxième des deux épreuves et devient donc double vice-champion du monde. Lors du contre-la-montre, il termine à 26 secondes de l'italien Filippo Ganna. Lors de la course en ligne, il a remporté le sprint des poursuivants arrivé 24 secondes après le nouveau champion du monde Julian Alaphillipe. 
Une semaine après avoir terminé à la huitième place de Gand-Wevelgem après un marquage avec Mathieu van der Poel, les deux se retrouvent au Tour des Flandres. Après que Julian Alaphilippe a chuté alors qu'il était en tête avec van der Poel et van Aert, les deux rivaux font le reste de la route ensemble avant de se disputer la victoire au sprint, remporté par van der Poel. van Aert termine donc deuxième de son troisième Tour des Flandres. Il clôt ainsi une année 2020 riche en succès et places d'honneur.

#### 2021: Victoires dans les classiques, champion de Belgique et médaillé olympique

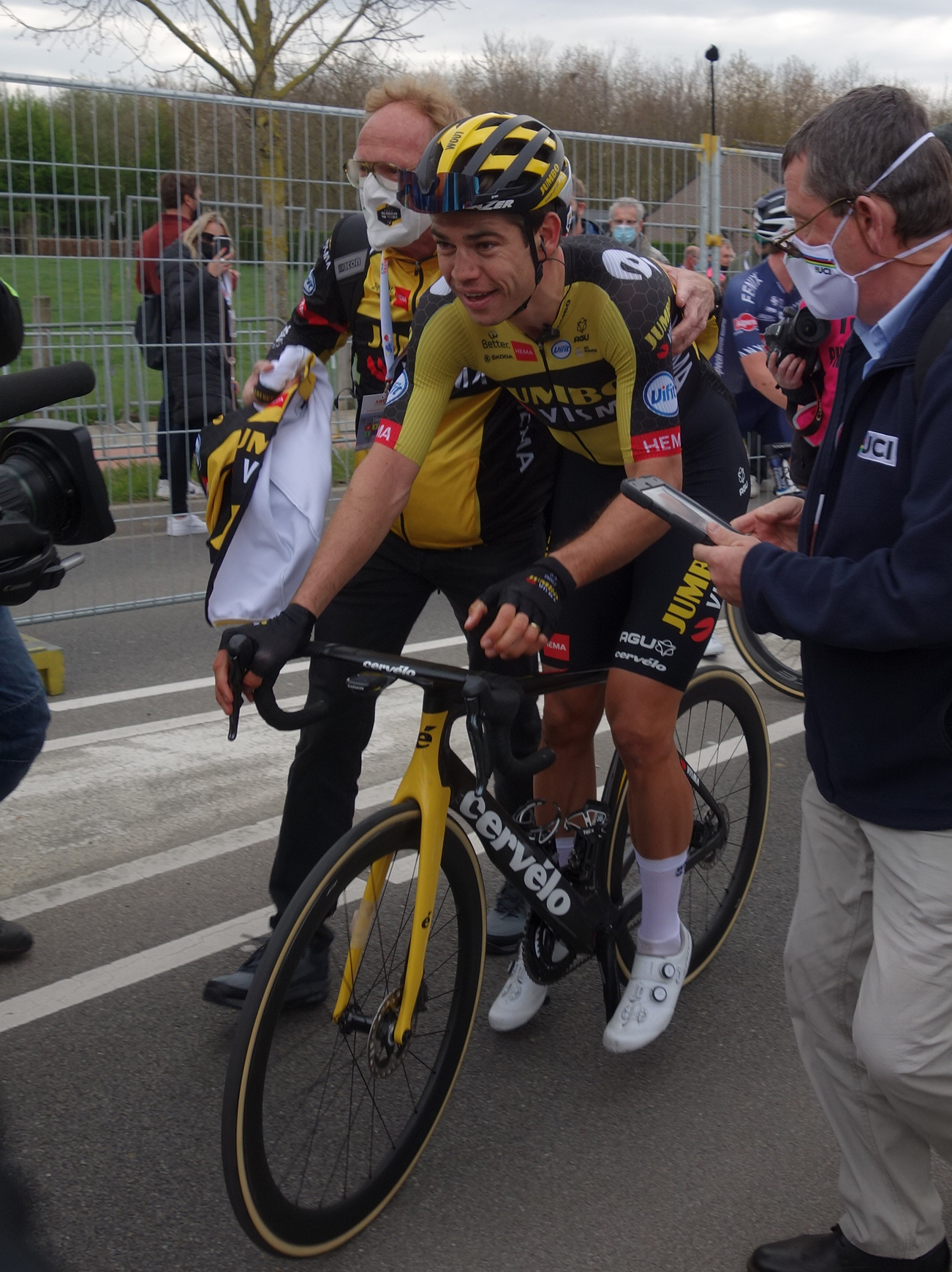
Van Aert après sa victoire lors de l'Amstel Gold Race 2021.

Durant l'hiver 2020-2021, Wout van Aert est sacré pour la quatrième fois champion de Belgique après un raid en solitaire lors des six des neuf tours au programme. Il gagne deux manches et le général de la Coupe du monde de cyclo-cross devant son rival Mathieu van der Poel, qui le bat en retour lors des championnats du monde à Ostende. À l'issue du duel perdu, van Aert, qui a crevé au troisième tour, regrette d'avoir craqué mentalement après la crevaison. Le 21 janvier, il prolonge de trois ans son contrat avec Jumbo-Visma (jusqu'en 2024), ne donnant pas suite à l'intérêt d'Ineos Grenadiers. Il reprend sa saison sur route avec une quatrième place sur les Strade Bianche, dont il était tenant du titre. Il termine ensuite à la deuxième place de Tirreno-Adriatico derrière Tadej Pogačar, remportant le sprint massif lors de l'étape inaugurale, et le contre-la-montre du dernier jour. Entre les deux, il termine parmi les meilleurs grimpeurs à Prati di Tivo et se classe dans le top 10 sur six des sept étapes. Le 20 mars, il ne parvient pas non plus à signer le doublé sur Milan-San Remo, où il se classe troisième. En retrait sur l'E3 Saxo Bank Classic (onzième), il gagne le 28 mars sa première classique belge, Gand-Wevelgem, après une course mouvementée où il s'impose au sprint devant le champion d'Europe Giacomo Nizzolo. Lors du Tour des Flandres, il ne parvient pas à suivre Kasper Asgreen et Mathieu van der Poel dans le Vieux Quaremont et doit se contenter de la sixième place. Avec la déplacement de Paris-Roubaix en octobre, il choisit de participer à la Flèche brabançonne, où il est battu au sprint par Tom Pidcock. Quatre jours plus tard, il remporte l'Amstel Gold Race, une course importante pour son sponsor, où il s'impose à la photo-finish devant Pidcock. Deux mois, plus tard, le 20 juin, il devient champion de Belgique sur route à Waregem, où il s'impose dans un sprint à trois devant Edward Theuns et Remco Evenepoel.
Sur le Tour de France, il passe plusieurs fois proche de la victoire en première partie de course. Lors de la 11e étape, il gagne finalement à Malaucène après une double ascension du Mont Ventoux, une première dans l'histoire du Tour. Van Aert s'impose avec le maillot de champion de Belgique sur les épaules, une première depuis 10 ans et le succès de Philippe Gilbert en 2011 au Mont des Alouettes. Il gagne également les deux dernières étapes de la course : le contre-la-montre entre Libourne et Saint-Émilion, puis le sprint sur les Champs-Élysées. Il devient le troisième coureur à réussir la performance de remporter lors d'un même Tour, une étape de montagne, un contre-la-montre et un sprint massif, après Eddy Merckx en 1974 et Bernard Hinault en 1979. Une semaine après le Tour de France, il se présente en favoris pour les Jeux olympiques de Tokyo. Il remporte la médaille d'argent lors de la course en ligne olympique de Tokyo derrière l'Équatorien Richard Carapaz, vainqueur en solitaire. Lors du contre-la-montre, il doit se contenter de la sixième place. Début septembre, il gagne quatre étapes et le général du Tour de Grande-Bretagne. Annoncé comme le grand favori des mondiaux sur route, qui se disputent à domicile dans les Flandres, il est vice-champion du monde du contre-la-montre derrière Filippo Ganna, mais termine seulement onzième de la course en ligne. Il clôt sa saison avec une septième place sur Paris-Roubaix et est classé numéro 2 mondial en fin de saison, entre les deux Slovènes Tadej Pogačar et Primož Roglič. Comme en 2020, il est élu à nouveau Sportif belge de l'année, Vélo de cristal et remporte le Trophée Flandrien.

#### 2022: Un Tour de France monumental, victoires dans les classiques

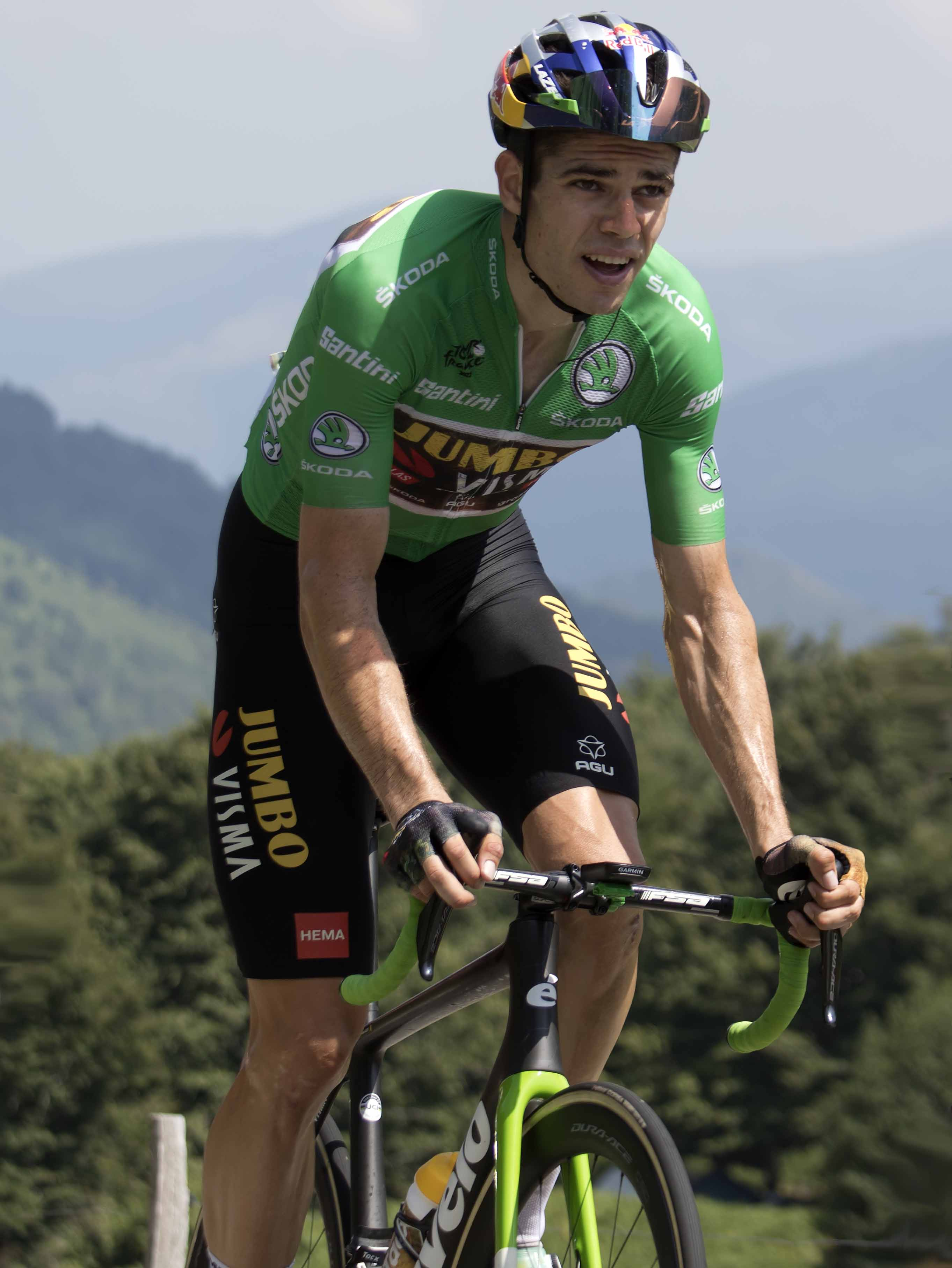
Van Aert porte le maillot vert de leader du classement par points du Tour de France 2022.

Pendant l'hiver 2021-2022, Wout van Aert remporte toutes les courses de cyclo-cross auxquelles il participe à l'exception d'une seule où il est retardé à cause d'un problème technique. En outre, il est sacré pour la cinquième fois champion de Belgique dans cette discipline. Alors qu'il était le grandissime favori pour les championnats du monde de cyclo-cross 2022 organisés à Fayetteville aux États-Unis, il n'y participe pas afin de mieux préparer sa saison sur route. Il débute cette saison par une victoire en solitaire au circuit Het Nieuwsblad. Ensuite, à Paris-Nice, il offre la victoire et le maillot jaune à son équipier Christophe Laporte lors de la première étape puis remporte la quatrième étape disputée contre-la-montre et porte le maillot jaune une journée avant de le céder à son coéquipier Primož Roglič. Il aide le Slovène à gagner le classement général principalement lors de la dernière étape et remporte lui-même le maillot vert. Le 25 mars, il gagne l'E3 Saxo Bank Classic à Harelbeke après un raid de 42 kilomètres en duo avec son équipier Christophe Laporte. Il fait figure de favori pour le Tour des Flandres mais doit renoncer à y participer après avoir été testé positif au SARS-CoV-2 deux jours avant la course. Inscrit de dernière minute à Liège-Bastogne-Liège qu'il court pour la première fois, il termine troisième, faisant partie du groupe de chasse derrière Remco Evenepoel.
Lors du Tour de France, van Aert se classe deuxième du contre-la-montre de Copenhague. Il endosse le maillot jaune dès la 2e étape, par le jeu des bonifications, grâce à sa deuxième place, il arrive également second lors de la troisième étape : c'est la première fois que van Aert revêt le maillot de leader d'un Grand Tour. Lorsque le Tour quitte le Danemark pour le nord de la France, il gagne en solitaire la 4e étape à Calais, après avoir accéléré avec son équipe dans la montée du Cap Blanc-Nez. Le lendemain, il chute avant le premier secteur pavé, mais réussit à revenir sur le peloton et ramène son leader Vingegaard au plus près de Tadej Pogačar. Il conserve son maillot jaune à l'issue de cette 5e étape. Le lendemain, entre Binche et Longwy, il se lance dans une longue échappée avec Fuglsang et Simmons, mais il est rattrapé par le peloton et perd son maillot jaune au profit de Pogačar. Il revêt toutefois le maillot vert et arrive 7 min 27 s après le Slovène. Il remporte au sprint la 8e étape à Lausanne devant l'Australien Michael Matthews. Lors de la 20e étape, il signe le meilleur chrono du contre-la-montre de 40,7 kilomètres entre Lacapelle-Marival et Rocamadour. Ses nombreuses échappées lui permettent d'obtenir le prix de super-combatif du Tour de France. Avec ses trois victoires d'étape, il termine cette édition avec le maillot vert et à la 22e place du classement général.
Le 21 août, il ne parvient pas à remonter l'étonnant Autrichien Marco Haller dans un sprint à quatre et termine deuxième de la Cyclassics Hamburg. Une semaine plus tard, il remporte au sprint la Bretagne Classic à Plouay. La fin de saison est essentiellement marquée par des places d'honneur acquises au Canada lors du Grand Prix de Québec (quatrième) et du Grand Prix de Montréal où il est classé deuxième derrière Tadej Pogačar dans un sprint à cinq. Parti en Australie disputer les Championnats du monde, il décide de faire l'impasse sur le contre-la-montre afin de se concentrer davantage sur la course en ligne. Lors de cette course, il joue le jeu de l'équipe belge en protégeant son compatriote Evenepoel parti seul en tête vers la victoire et termine au pied du podium à la quatrième place. Il clôt l'année 2022 à la troisième place du Classement mondial UCI, ayant remporté neuf victoires (trois courses d'un jour et six étapes), toutes acquises dans des épreuves inscrites au calendrier de l’UCI World Tour.

#### 2023: Champion de Belgique du contre-la-montre, E3 Saxo Bank, plusieurs podiums dans les classiques et championnats

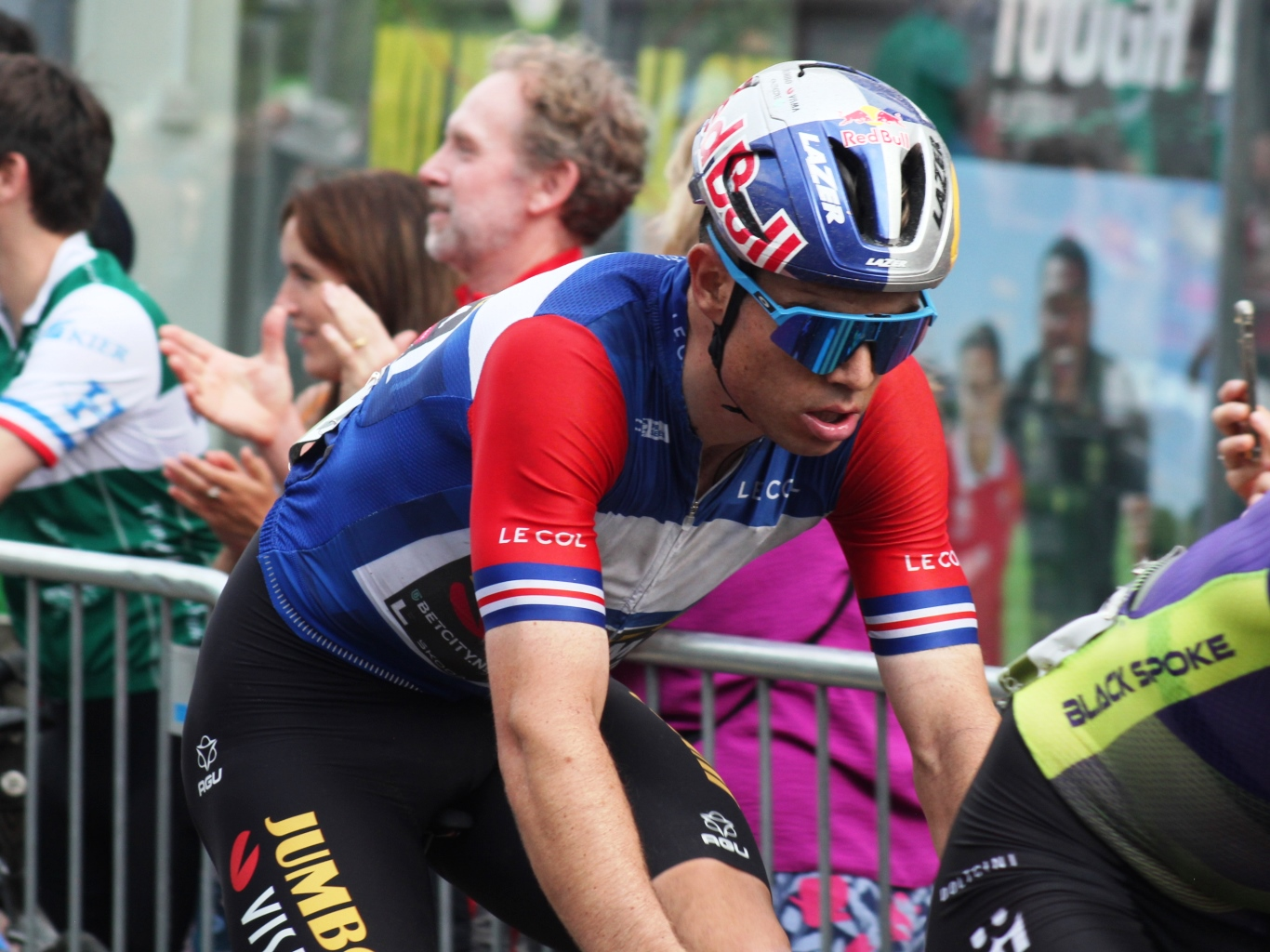
Vainqueur du Tour de Grande-Bretagne 2023.

Wout van Aert reprend la compétition sur route à l'occasion de Tirreno-Adriatico. Troisième ensuite d'un Milan-San Remo remporté par son rival Mathieu van der Poel, il bat ensuite le Néerlandais au sprint pour remporter l'E3 Saxo Bank Classic. Deux jours après cette victoire, il participe à Gand-Wevelgem. Sur cette épreuve, il attaque lors de la deuxième montée du mont Kemmel à 52 kilomètres de l'arrivée. Accompagné uniquement par son coéquipier Christophe Laporte dans un schéma de course rappelant l'E3 Saxo Bank Classic 2022, van Aert est le coureur le plus fort du jour en distançant son coéquipier français dans la troisième et dernière ascension du Kemmel. Il l'attend au sommet et le duo arrive ensemble à l'arrivée à Wevelgem. van Aert choisit alors de laisser la victoire à Laporte. En tête dans Paris-Roubaix, il subit une crevaison à la sortie du dernier secteur pavé important du Carrefour de l'Arbre à 15 kilomètres de Roubaix et doit laisser partir Mathieu van der Poel, qui l'accompagnait, vers la victoire. Il termine troisième de la classique nordiste battu au sprint par Jasper Philipsen, équipier de van der Poel, qui n'avait logiquement pas mené la chasse derrière son leader.
En préparation du Tour de France, il participe au Tour de Suisse où il réalise trois podiums d'étapes et remporte le maillot noir du classement par points. Le 22 juin, à Herzele, il remporte pour la troisième fois le contre-la-montre des championnats de Belgique où Remco Evenepoel a chuté.
Il aborde le Tour de France 2023 en déclarant que le maillot vert ne sera pas un objectif pour lui et qu'il visera plutôt une victoire d'étape. Deux fois deuxième et deux fois troisième d'étape, il se met surtout au service de son équipe et de son leader Jonas Vingegaard. Il quitte la Grande Boucle après la 17e étape pour raison familiale, son épouse étant sur le point d'accoucher. Son enfant nait le lendemain.
Le 6 août, il devient vice-champion du monde lors de la course en ligne des Championnats du monde de cyclisme sur route 2023 à Glasgow, derrière Mathieu van der Poel, vainqueur en solitaire, et devant Tadej Pogačar et Mads Pedersen qu'il a réussi à distancer dans le dernier kilomètre. Cinq jours plus tard, il termine à la 5e place du contre-la-montre de ces championnats du monde à Stirling gagné par Remco Evenepoel.
Le 26 août, il remporte la course gravel UCI Gravel World Series ME - Houffa Gravel. 
En septembre, il gagne la 5e étape du Tour de Grande-Bretagne à Felixstowe en attaquant seul sous la flamme rouge et en prenant trois secondes au peloton. Ce petit écart suffit pour lui permettre de remporter le classement général et d'inscrire son nom au palmarès de cette course pour la seconde fois après sa victoire en 2021. 
Aux championnats d'Europe organisés aux Pays-Bas, il remporte la médaille de bronze lors du contre-la-montre, devancé de 43 secondes par le jeune Britannique Joshua Tarling (19 ans) et de quelques centièmes de seconde par Stefan Bissegger. Lors de la course en ligne, il revient sur Christophe Laporte qui était échappé mais échoue derrière le Français, remportant ainsi la médaille d'argent, sa seconde médaille de ces championnats.
Le 2 octobre, Wout van Aert remporte la Coppa Bernocchi à Legnano dans la banlieue de Milan. Il est le plus rapide au sprint dans un groupe d'une dizaine de coureurs formé à la suite de la grosse accélération de son équipe et notamment de Jan Tratnik dans la dernière ascension du Piccolo Stelvio à un peu plus de 30 kilomètres de l'arrivée. Il devance les Italiens Vincenzo Albanese et Andrea Bagioli. Il s'agit de sa 5e victoire cette saison.
Au terme de la saison sur route où il a remporté cinq victoires et a plus souvent dû se contenter de podiums, il se classe néanmoins cinquième du classement mondial UCI 2023.

#### 2024: Médaillé olympique et plusieurs chutes
Wout van Aert ambitionne de remporter en 2024 un monument pavé, le Tour des Flandres ou Paris-Roubaix, et décide pour cela d'effectuer des changements dans sa préparation hivernale, ce qui se manifeste par une moindre implication en cyclo-cross. Reprenant la compétition sur route en février, il gagne le 16 de ce mois au sprint la 3e étape du Tour de l'Algarve à Tavira. Le 24 février, lors du Circuit Het Nieuwsblad, il joue le jeu d'équipe, permettant à Jan Tratnik de l'emporter et gagne le sprint pour la troisième place au sein du groupe des poursuivants. Le lendemain, à Kuurne-Bruxelles-Kuurne, il se retrouve dans un petit groupe d'attaquants à plus de 80 kilomètres de l'arrivée, augmente régulièrement l'avance du groupe et s'impose assez facilement dans un sprint à trois devant Tim Wellens et Oier Lazkano.
Il renonce à participer aux Strade Bianche ou à Milan-San Remo pour partir en stage en altitude. De retour sur l'E3 Saxo Bank Classic, il s'y classe troisième, derrière Mathieu van der Poel et Jasper Stuyven, malgré une chute dans le Paterberg. Sur À travers les Flandres, il chute après avoir touché la roue arrière de son coéquipier Tiesj Benoot et est contraint à l'abandon. Atteint de fractures à une clavicule, au sternum et à plusieurs côtes ainsi que d'une contusion pulmonaire, il doit renoncer à participer au Tour des Flandres, à Paris-Roubaix, à l'Amstel Gold Race ainsi qu'au Tour d'Italie, un grand tour qui était un objectif pour lui en début de saison et qui devait l'amener à renoncer à prendre part au Tour de France,,,,. Il reprend la compétition en mai à l'occasion du Tour de Norvège. Après avoir participé à un stage d'altitude dans les Alpes françaises, il figure dans la sélection de Visma-Lease a Bike pour le Tour de France.
Wout van Aert commence son Tour de France par une troisième place à Rimini lors de la première étape, remportant le sprint d'un peloton réduit. Auteur de plusieurs autres places d'honneur, dont deux deuxièmes places, et en ayant été gêné dans deux arrivées au sprint, il n'arrive également pas à s'imposer dans la dix-huitième étape qui correspond à ses qualités et où il figure dans l'échappée qui se dispute la victoire. Six jours après la fin du Tour, il est médaillé de bronze du contre-la-montre masculin de cyclisme sur route aux Jeux olympiques d'été de 2024 à Paris, sous la pluie, derrière Remco Evenepoel et Filippo Ganna. Une semaine après, il est 37e de la course en ligne remportée également par Evenepoel. 
Van Aert s'aligne ensuite pour la première fois sur le Tour d'Espagne avec comme objectif de remporter au moins une victoire d'étape. Une troisième place sur la première étape disputée contre-la-montre à Lisbonne et une deuxième lors du sprint de la deuxième étape derrière Kaden Groves lui permettent de s'emparer du maillot rouge de leader du classement général le deuxième jour par le gain de bonifications. C'est avec le maillot rouge du leader du classement général sur les épaules qu'il réussit à atteindre son objectif dès le troisième jour en remportant à Castelo Branco la troisième étape au sprint devant Kaden Groves. Il garde ce maillot rouge pendant deux journées et le cède à Primož Roglič dès la première étape de montagne mais conserve le maillot vert de leader du classement par points. Il poursuit sa moisson de victoires sur ce Tour d’Espagne en gagnant la septième étape au sprint à Cordoue et la dixième étape, une étape de montagne, dans un sprint à deux à Baiona devant Quentin Pacher. Lors de la seizième étape, alors porteur du maillot vert et en tête du classement de la montagne, il est surpris par la chute devant lui de Felix Engelhardt sur le revêtement humide de la descente de la Collada Llamena qu'il venait de franchir en tête. Il sort de la route et heurte la base d'un rocher avec le genou droit. Il tente alors de repartir mais est contraint à l'abandon quelques dizaines de mètres plus loin. Il est atteint d'une blessure profonde au genou, sans fracture, qui le contraint à mettre un terme à sa saison sur route. Deux semaines plus tard, le coureur et son équipe annoncent une modification du contrat de Wout van Aert. Initialement clos en 2026, celui-ci devient désormais à durée indéterminée, « à vie », ce qui inclut le restant de sa carrière sportive et possiblement une reconversion au sein de sa formation,.

#### 2025: 4e du Tour des Flandres, 4e de Paris-Roubaix et victoires d'étapes sur le Giro et le Tour de France
Le 21 février, Wout van Aert réalise sa première performance significative de la saison 2025 en prenant la deuxième place derrière son coéquipier Jonas Vingegaard à l'issue du contre-la-montre disputé lors de la dernière étape du Tour de l'Algarve entre Salir et l'Alto do Malhão. Le 1er mars, pointé parmi les favoris au départ du Circuit Het Nieuwsblad, il manque de puissance lors du sprint à Ninove et se classe à la onzième place. Après Kuurne-Bruxelles-Kuurne et l'E3 Saxo Bank Classic où il ne joue pas les premiers rôles, il obtient une grande chance de victoire dans À travers les Flandres quand il se présente à l'arrivée à Waregem accompagné par ses deux coéquipiers Matteo Jorgenson et Tiesj Benoot dans un groupe de quatre hommes. Il échoue à la deuxième place derrière Neilson Powless qui, contre toute attente, devance les trois membres du team Visma Lease a Bike. Wout van Aert déclare "être le seul responsable de cette défaite". Le 6 avril, au Tour des Flandres, l'un de ses principaux objectifs de la saison, il parvient à revenir plusieurs fois au contact des meilleurs jusqu'au dernier passage du Vieux Quaremont (18 km de l'arrivée) qu'il aborde en tête mais est dépassé par Tadej Pogačar qui s'envole seul vers la victoire. Il rate le podium en terminant quatrième devancé au sprint par Mads Pedersen et Mathieu van der Poel. Le 18 avril, lors de la Flèche brabançonne, il termine à la deuxième place, battu dans un sprint à deux par Remco Evenepoel. Deux jours plus tard, il clôture son printemps des classiques par une quatrième place à l'Amstel Gold Race, remportant devant Michael Matthews le sprint du groupe de chasse une trentaine de secondes après le trio gagnant. 
Le 18 mai, il remporte à Sienne sa première victoire de l'année, la 9e étape du Tour d'Italie et  devient ainsi le 112e coureur à avoir remporté une étape sur chacun des trois grands tours. Par la suite, il joue à la perfection son rôle d'équipier pour lancer Olav Kooij vers deux victoires au sprint et pour servir de locomotive à Simon Yates à un moment stratégique de la 20e étape, aidant ainsi le Britannique à remporter le Giro 2025.
Le 27 juillet, il s'impose pour la seconde fois sur les Champs-Elysées, mais seul, lors de la dernière étape du Tour de France après avoir lâché Tadej Pogačar dans la troisième et dernière montée de la rue Lepic. C'est sa dixième victoire sur le Tour de France.

## Rivalité avec Mathieu van der Poel

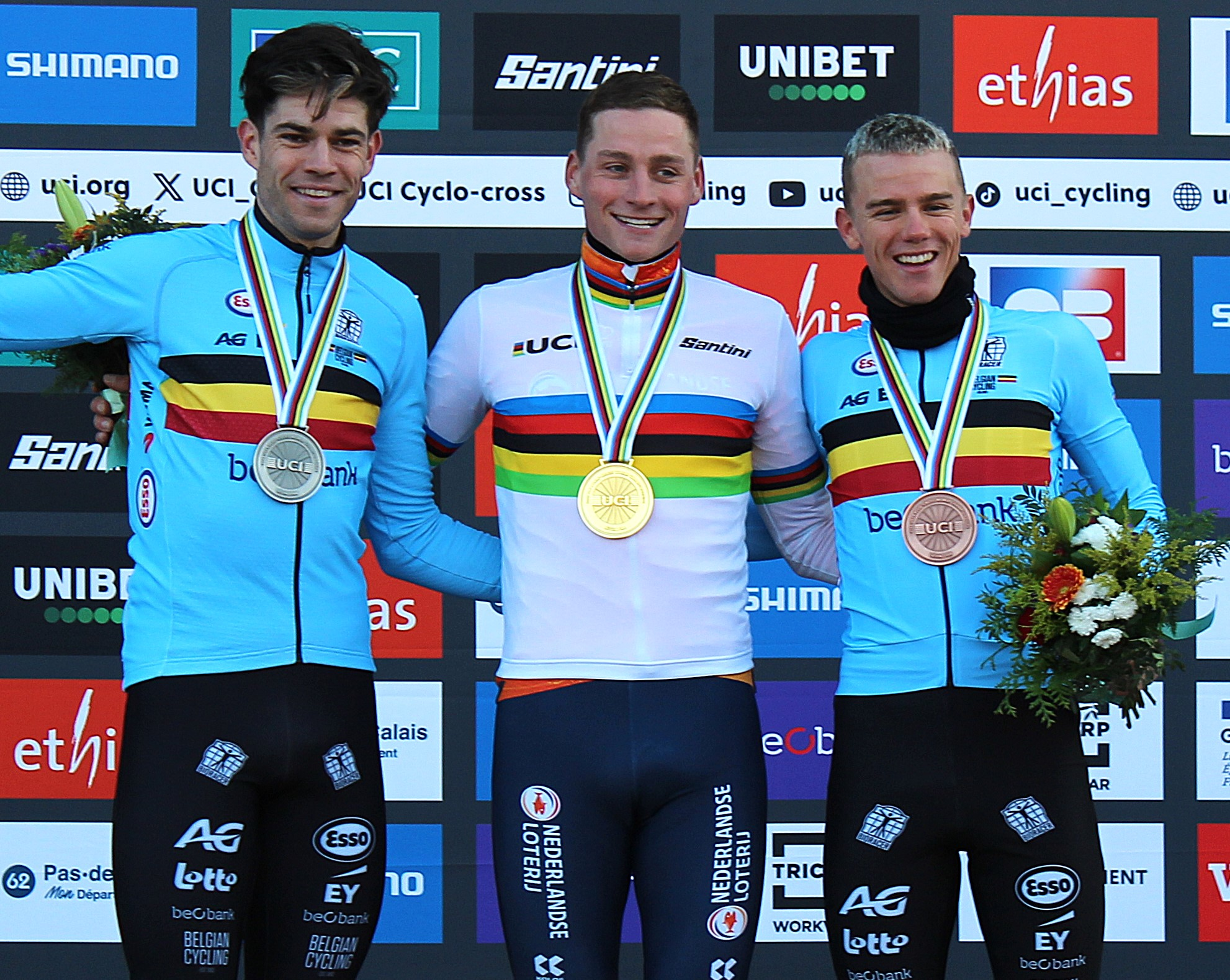
Van Aert (à gauche) sur le podium des championnat du monde de cyclo-cross 2025 remporté par Mathieu van der Poel.

Wout van Aert et le Néerlandais Mathieu van der Poel sont nés à quatre mois d'écart dans la province d'Anvers en Belgique. Wout van Aert est l'aîné. Durant leur carrière sportive, en cyclo-cross comme sur route, une rivalité sportive les oppose. Les deux coureurs remportent les six titres mondiaux entre 2015 et 2020 à raison de trois chacun, néanmoins van der Poel a l'ascendant dans cette discipline en cumulant davantage de victoires sur les autres épreuves disputées au cours d'une saison. Cette rivalité se poursuit sur la route à partir de 2019 et s'accentue à la suite de Gand-Wevelgem 2020. Sur cette épreuve, van Aert et van der Poel sont sans doute les deux plus forts parmi un groupe de neuf coureurs se jouant la victoire et terminent respectivement 8e et 9e. Après cette course, la rivalité se déplace sur le terrain médiatique, van Aert déclarant considérer que van der Poel s'est focalisé sur lui et a couru pour le faire perdre, ce que nie le Néerlandais. Lors du Tour des Flandres qui suit, van der Poel s'impose devant van Aert à la photo-finish, après que les deux coureurs ont parcouru les 30 derniers kilomètres seuls en tête. En 2021, sur les Strade Bianche, van Aert et van der Poel se retrouvent dans le groupe de sept coureurs qui se disputent la victoire, van der Poel remporte la course et van Aert finit quatrième. En 2023, trois confrontations directes tournent à l'avantage de Mathieu van der Poel : à Milan-San Remo quand van der Poel lâche van Aert dans le Poggio pour gagner cette classique, à Paris-Roubaix, alors qu'ils sont seuls en tête, van Aert est victime d'une crevaison à 15 kilomètres de l'arrivée et doit laisser partir van der Poel vers la victoire et lors des championnats du monde sur route 2023 à Glasgow, van Aert doit se contenter de la médaille d'argent de la course en ligne derrière van der Poel, champion du monde. Toutefois, van Aert remporte l'E3 Saxo Bank Classic 2023 dans un sprint à trois devant van der Poel et Pogačar.
Certains médias comparent cette rivalité sur les classiques avec d'autres qui ont marqué leur époque, à savoir Eddy Merckx contre Roger De Vlaeminck ou Tom Boonen contre Fabian Cancellara.
Cette rivalité se manifeste parfois de façon violente de la part de certains spectateurs pendant les courses, ayant agressé physiquement van der Poel.

## Palmarès en cyclo-cross

### Par année
| - 2011-2012 - Superprestige juniors #1, Cyclo-cross de Ruddervoorde - Médaillé d'argent au championnat du monde de cyclo-cross juniors - 2012-2013 - Classement général du Superprestige espoirs - Superprestige espoirs #2, Cyclo-cross de Zonhoven - Superprestige espoirs #4, Cyclo-cross d'Asper-Gavere - Superprestige espoirs #5, Cyclo-cross de Gieten - Trophée Banque Bpost espoirs #8 - Internationale Sluitingsprijs, Oostmalle - Médaillé de bronze au championnat du monde de cyclo-cross espoirs - 2e de la Coupe du monde espoirs - 2013-2014 - Champion du monde de cyclo-cross espoirs - Cyclocross Otegem, Otegem - Coupe du monde espoirs #4, Namur - Coupe du monde espoirs #7, Nommay - Classement général du Trophée Banque Bpost espoirs - Trophée Banque Bpost espoirs #3 - GP d'Hasselt, Hasselt - Trophée Banque Bpost espoirs #4 - GP Rouwmoer, Essen - Trophée Banque Bpost espoirs #5 - Azencross, Loenhout - Trophée Banque Bpost espoirs #6 - Grand Prix Sven Nys, Baal - Trophée Banque Bpost espoirs #7 - Krawatencross, Lille - Superprestige espoirs #4, Gavre - Superprestige espoirs #7, Hoogstraten - Superprestige espoirs #8, Middelkerke - 2e de la Coupe du monde espoirs - 2014-2015 - Champion d'Europe de cyclo-cross espoirs - Coupe du monde #2, Coxyde - Classement général du Trophée Banque Bpost - Trophée Banque Bpost #2 - Koppenbergcross, Audenarde - Trophée Banque Bpost #3 - Hamme-Zogge (Flandriencross) - Trophée Banque Bpost #5 - Essen (GP Rouwmoer) - Trophée Banque Bpost #6 - Loenhout (Azencross) - Trophée Banque Bpost #7 - Baal (GP Sven Nys) - Coupe du monde espoirs #2, Namur - Superprestige espoirs #1, Gieten - Superprestige espoirs #2, Zonhoven - Superprestige espoirs #4, Gavere - Superprestige espoirs #5, Francorchamps - Zilvermeercross, Mol - Versluys Cyclocross, Bredene - Kasteelcross, Zonnebeke - G.P. Stad, Eeklo - Internationale Sluitingsprijs, Oostmalle - Médaillé d'argent au championnat du monde de cyclo-cross - 2015-2016 - Champion du monde de cyclo-cross - Champion de Belgique de cyclo-cross - Classement général de la Coupe du monde - Coupe du monde #1, Las Vegas - Classement général du Superprestige - Superprestige #1, Gieten - Superprestige #2, Zonhoven - Superprestige #4, Gavere - Superprestige #5, Spa-Francorchamps - Classement général du Trophée Banque Bpost - Trophée Banque Bpost #1, Kluisbergen - Trophée Banque Bpost #2, Audenarde - Trophée Banque Bpost #3, Hamme - Trophée Banque Bpost #4, Essen - Trophée Banque Bpost #5, Anvers - Trophée Banque Bpost #7, Baal - Soudal Classic #1 - GP Neerpelt, Neerpelt - Steenbergcross, Erpe-Mere - Zilvermeercross, Mol - G.P. Stad Eeklo, Eeklo - Médaillé d'argent du championnat d'Europe de cyclo-cross - 2016-2017 - Champion du monde de cyclo-cross - Champion de Belgique de cyclo-cross - Classement général de la Coupe du monde - Coupe du monde #1-CrossVegas, Las Vegas - Coupe du monde #2, Iowa City - Coupe du monde #7, Heusden-Zolder - Coupe du monde #8, Fiuggi - Trophée des AP Assurances #1, Renaix - Trophée des AP Assurances #2, Oudenaarde - Trophée des AP Assurances #4, Essen - Trophée des AP Assurances #6, Loenhout - Superprestige #5, Spa-Francorchamps - Brico Cross Geraardsbergen, Grammont - Trek CXC Cup #2, Waterloo - Kermiscross, Ardooie - Niels Albert CX, Boom - Versluys Cyclocross, Bredene - Internationale Sluitingsprijs, Oostmalle - Médaillé de bronze du championnat d'Europe de cyclo-cross | - 2017-2018 - Champion du monde de cyclo-cross - Champion de Belgique de cyclo-cross - Coupe du monde de cyclo-cross #5, Zeven - Coupe du monde de cyclo-cross #6, Namur - Superprestige #3, Boom - Superprestige #5, Gavere - Kermiscross, Ardooie - SOUDAL Classics - Waaslandcross, Saint-Nicolas - Versluys Cyclocross, Bredene - 2e de la Coupe du monde - 2018-2019 - Coupe du monde de cyclo-cross #8, Pont-Château - Kermiscross, Ardooie - Brico Cross Bredene, Bredene - Cyclo-cross de La Mézière, La Mézière - Médaillé d'argent du championnat du monde de cyclo-cross - Médaillé d'argent du championnat d'Europe de cyclo-cross - 2e du championnat de Belgique de cyclo-cross - 2e de la Coupe du monde - 2019-2020 - Trophée des AP Assurances #8, Lille - 4e du championnat du monde de cyclo-cross - 2020-2021 - Champion de Belgique de cyclo-cross - Classement général de la Coupe du monde - Coupe du monde de cyclo-cross #3, Termonde - Coupe du monde de cyclo-cross #5, Overijse - X²O Badkamers Trofee #4, Herentals - Zilvermeercross, Mol - Médaillé d'argent du championnat du monde de cyclo-cross - 2021-2022 - Champion de Belgique de cyclo-cross - Coupe du monde de cyclo-cross #10, Val di Sole - Coupe du monde de cyclo-cross #13, Termonde - Superprestige #5, Boom - Superprestige #6, Heusden-Zolder - Ethias Cross Robotland Cyclocross, Essen - X²O Badkamers Trofee #3, Loenhout - X²O Badkamers Trofee #4, Baal - X²O Badkamers Trofee #5, Herentals - 2022-2023 - Coupe du monde de cyclo-cross #9, Dublin - Coupe du monde de cyclo-cross #12, Zonhoven - Exact Cross - Zilvermeercross, Mol - Exact Cross - Azencross, Loenhout - Superprestige #4, Heusden-Zolder - Superprestige #5, Diegem - Superprestige #6, Gullegem - X²O Badkamers Trofee #5, Coxyde - X²O Badkamers Trofee #6, Hamme - Médaillé d'argent du championnat du monde de cyclo-cross - 9e de la Coupe du monde - 2023-2024 - Coupe du monde de cyclo-cross #13, Benidorm - Exact Cross #2, Essen - Superprestige #6, Heusden-Zolder - 2024-2025 - Coupe du monde de cyclo-cross #9, Termonde - Superprestige #7, Gullegem - Médaillé d'argent du championnat du monde de cyclo-cross |  |

### Classements
| Épreuve / Édition       | 2014/2015     | 2015/2016 | 2016/2017 | 2017/2018 | 2018/2019 | 2019/2020 | 2020/2021 | 2021/2022 | 2022/2023 | 2023/2024 | 2024/2025 |
| Championnat du monde    | 2e            | 1er       | 1er       | 1er       | 2e        | 4e        | 2e        | —         | 2e        | —         | 2e        |
| Championnat d'Europe    | 1er (espoirs) | 2e        | 3e        | —         | 2e        | —         | —         | —         | —         | —         | —         |
| Coupe du monde          | 24e           | 1er       | 1er       | 2e        | 2e        | 53e       | 1er       | 17e       | 9e        | 15e       | 17e       |
| Superprestige           | 12e           | 1er       | 2e        | 2e        | 4e        | —         | 13e       | 10e       | 8e        | 19e       | 17e       |
| Trofee veldrijden       | 1er           | 1er       | 1er       | 3e        | 14e       | 16e       | 9e        | 9e        | 6e        | 14e       | —         |
| Championnat de Belgique | 3e            | 1er       | 1er       | 1er       | 2e        | 5e        | 1er       | 1er       | —         | —         | —         |

## Palmarès sur route

### Par année
| - 2014 - Tour de Liège : - Classement général - 3e et 5e étapes - 2015 - Wingene Koers - 3e du Grote Prijs Wase Polders - 2016 - Puivelde Koerse - 1re étape du Tour de Belgique (contre-la-montre) - Coupe Sels - 2e de Dwars door het Hageland - 2017 - Tour du Limbourg - Elfstedenronde - Gran Prix Pino Cerami - 2e du Rad am Ring - 2e de la Coupe Sels - 3e de À travers le Hageland - 2018 - Tour du Danemark : - Classement général - 2e étape - Médaillé de bronze du championnat d'Europe sur route - 3e des Strade Bianche - 9e du Tour des Flandres - 10e de Gand-Wevelgem - 2019 - Champion de Belgique du contre-la-montre - 4e (contre-la-montre) et 5e étapes du Critérium du Dauphiné - 2e (contre-la-montre par équipes) et 10e étapes du Tour de France - 2e de l'E3 BinckBank Classic - 3e des Strade Bianche - 3e du championnat de Belgique sur route - 6e de Milan-San Remo - 2020 - Champion de Belgique du contre-la-montre - Strade Bianche - Milan-San Remo - 1re étape du Critérium du Dauphiné - 5e et 7e étapes du Tour de France - 2e du Tour des Flandres - 3e de Milan-Turin - Médaillé d'argent du championnat du monde du contre-la-montre - Médaillé d'argent du championnat du monde sur route - 8e de Gand-Wevelgem - 2021 - Champion de Belgique sur route - 1re et 7e (contre-la-montre) étapes de Tirreno-Adriatico - Gand-Wevelgem - Amstel Gold Race - 11e, 20e (contre-la-montre) et 21e étapes du Tour de France - Tour de Grande-Bretagne : - Classement général - 1re, 4e, 6e et 8e étapes - Médaillé d'argent de la course en ligne des Jeux olympiques - Médaillé d'argent du championnat du monde du contre-la-montre - 2e de Tirreno-Adriatico - 2e de la Flèche brabançonne - 3e de Milan-San Remo - 4e des Strade Bianche - 6e du Tour des Flandres - 6e du contre-la-montre des Jeux olympiques - 7e de Paris-Roubaix | - 2022 - Circuit Het Nieuwsblad - 4e étape de Paris-Nice (contre-la-montre) - E3 Saxo Bank Classic - 1re et 5e étapes du Critérium du Dauphiné - Tour de France : - Classement par points - Prix de la combativité - 4e, 8e et 20e (contre-la-montre) étapes - Bretagne Classic - 2e de Paris-Roubaix - 2e de la Cyclassics Hamburg - 2e du Grand Prix cycliste de Montréal - 3e de Liège-Bastogne-Liège - 4e du championnat du monde sur route - 4e du Grand Prix cycliste de Québec - 8e de Milan-San Remo - 2023 - Champion de Belgique du contre-la-montre - E3 Saxo Bank Classic - Tour de Grande-Bretagne : - Classement général - 5e étape - Coppa Bernocchi - 2e de Gand-Wevelgem - Médaillé d'argent du championnat du monde sur route - Médaillé d'argent du championnat d'Europe sur route - Médaillé de bronze du championnat d'Europe du contre-la-montre - 3e de Milan-San Remo - 3e de Paris-Roubaix - 4e du Tour des Flandres - 5e du championnat du monde du contre-la-montre - 2024 - 3e étape du Tour de l'Algarve - Kuurne-Bruxelles-Kuurne - 3e, 7e et 10e étapes du Tour d'Espagne - Médaillé de bronze du contre-la-montre des Jeux olympiques - 3e du Circuit Het Nieuwsblad - 3e de l'E3 Saxo Bank Classic - 2025 - 9e étape du Tour d'Italie - 21e étape du Tour de France - 2e d'A Travers les Flandres - 2e de la Flèche brabançonne - 4e du Tour des Flandres - 4e de Paris-Roubaix - 4e de l'Amstel Gold Race - 10e de la Cyclassics Hamburg |  |

### Résultats sur les grands tours

#### Tour de France
7 participations
- 2019 : abandon (13e étape), vainqueur des 2e (contre-la-montre par équipes) et 10e étapes
- 2020 : 20e, vainqueur des 5e et 7e étapes
- 2021 : 19e, vainqueur des 11e, 20e (contre-la-montre) et 21e étapes
- 2022 : 21e,  vainqueur du classement par points, vainqueur  du prix de la combativité et vainqueur des 4e, 8e et 20e (contre-la-montre) étapes,  maillot jaune pendant 4 jours
- 2023 : non-partant (18e étape)
- 2024 : 52e
- 2025 : 67e, vainqueur de la 21e étape

#### Tour d'Italie
1 participation
- 2025 : 72e, vainqueur de la 9e étape et  vainqueur du trophée Bonacossa (le plus grand exploit sportif)

#### Tour d'Espagne
1 participation
- 2024 : abandon (16e étape), vainqueur des 3e, 7e et 10e étapes,  maillot rouge pendant 2 jours

### Classiques et grands championnats
Ce tableau présente les résultats de Wout van Aert sur les courses d'un jour de l'UCI World Tour auxquelles il a participé, ainsi qu'aux différentes compétitions internationales.
| Légende | Légende | Légende | Légende     | Légende | Légende              | Légende | Légende       |
| ------- | ------- | ------- | ----------- | ------- | -------------------- | ------- | ------------- |
| AB      | Abandon | HD      | Hors-délais | —       | Pas de participation | x       | Pas d'épreuve |

| Année | Circuit Het Nieuwsblad | Strade Bianche | Milan-San Remo (Mo) | Grand Prix E3 | Gand-Wevelgem | Tour des Flandres (Mo) | Paris-Roubaix (Mo) | Amstel Gold Race | Liège-Bastogne-Liège (Mo) | Cyclassics Hamburg | Bretagne Classic | GP de Québec | GP de Montréal | Europe - CLM | Europe - Course en ligne | JO - CLM | JO - course en ligne | Mondial - CLM | Mondial - course en ligne |
| ----- | ---------------------- | -------------- | ------------------- | ------------- | ------------- | ---------------------- | ------------------ | ---------------- | ------------------------- | ------------------ | ---------------- | ------------ | -------------- | ------------ | ------------------------ | -------- | -------------------- | ------------- | ------------------------- |
| 2018  | 32e                    | 3e             | —                   | —             | 10e           | 9e                     | 13e                | —                | —                         | —                  | —                | —            | —              | —            | 3e                       | x        | x                    | —             | —                         |
| 2019  | 13e                    | 3e             | 6e                  | 2e            | 29e           | 14e                    | 22e                | 58e              | —                         | —                  | —                | —            | —              | —            | —                        | x        | x                    | —             | —                         |
| 2020  | 11e                    | Vainqueur      | Vainqueur           | x             | 8e            | 2e                     | x                  | x                | —                         | x                  | —                | x            | x              | —            | —                        | x        | x                    | 2e            | 2e                        |
| 2021  | —                      | 4e             | 3e                  | 11e           | Vainqueur     | 6e                     | 7e                 | Vainqueur        | —                         | x                  | —                | x            | x              | —            | —                        | 6e       | 2e                   | 2e            | 11e                       |
| 2022  | Vainqueur              | —              | 8e                  | Vainqueur     | 12e           | —                      | 2e                 | —                | 3e                        | 2e                 | Vainqueur        | 4e           | 2e             | —            | —                        | x        | x                    | —             | 4e                        |
| 2023  | —                      | —              | 3e                  | Vainqueur     | 2e            | 4e                     | 3e                 | —                | —                         | —                  | —                | —            | —              | 3e           | 2e                       | x        | x                    | 5e            | 2e                        |
| 2024  | 3e                     | —              | —                   | 3e            | —             | —                      | —                  | —                | —                         | —                  | —                | —            | —              | —            | —                        | 3e       | 37e                  | —             | —                         |
| 2025  | 11e                    | —              | —                   | 15e           | —             | 4e                     | 4e                 | 4e               | —                         |                    |                  |              |                |              |                          | x        | x                    |               |                           |

### Classements mondiaux
| Année                                 | 2014 | 2015 | 2016 | 2017 | 2018 | 2019 | 2020 | 2021 | 2022 | 2023 | 2024 |
| ------------------------------------- | ---- | ---- | ---- | ---- | ---- | ---- | ---- | ---- | ---- | ---- | ---- |
| Classement mondial                    |      |      | 188e | 86e  | 74e  | 37e  | 3e   | 2e   | 2e   | 5e   | 10e  |
| UCI Europe Tour                       | 836e | 425e | 62e  | 11e  | 47e  | 27e  | 3e   | 2e   | 2e   | 5e   | 8e   |
|                                       |      |      |      |      |      |      |      |      |      |      |      |
| Légende : nc = non classéSource : UCI |      |      |      |      |      |      |      |      |      |      |      |

## Palmarès en gravel
- 2023
  - UCI Gravel World Series ME - Houffa Gravel
  - 8e du championnat du monde de gravel

## Distinctions
- Trophée Flandrien du cyclo-cross : 2016
- Koning Winter : 2016
- Trophée Flandrien : 2019, 2020 et 2021
- Sportif belge de l'année : 2020[78] et 2021[79]
- Trophée national du Mérite sportif : 2020
- Vélo de cristal : 2020 et 2021